# Straubing

Straubing este un oraș din regiunea administrativă Bavaria Inferioară, landul Bavaria, Germania. Are statut administrativ de district (urban), este deci un oraș-district. 

## Date geografice
Orașul se află într-o câmpie fertilă, lângă Dunăre. 

## Date istorice și heraldice
Orașul Sorviodorum a fost un important centru militar în perioada romană. 
Stema păstrată din 1270 în forma actuală conține ca element heraldic un plug, simbol pentru importanța agriculturii pentru această regiune. Cele două scuturi mici îi reprezintă pe la conții de Bogen și la cei din dinastia Wittelsbach care au înființat orașul. Crinul auriu este simbolul Maicii Domnului (Sf. Maria).

## Date economice și repere turistice
În oraș se desfășoară anual un festival, al doilea ca mărime din Bavaria după Oktoberfest (sărbătoarea anuală bavareză de toamnă).

## Personalități născute aici
- Joseph von Fraunhofer (1787 - 1826), fizician, producător de lentile.

## Orașe înfrățite
- Romans-sur-Isère (Franța) din 1971
- Wels (Austria) din 1972
- Tuam (Irlanda) din 1991

## Galerie de imagini

Straubing
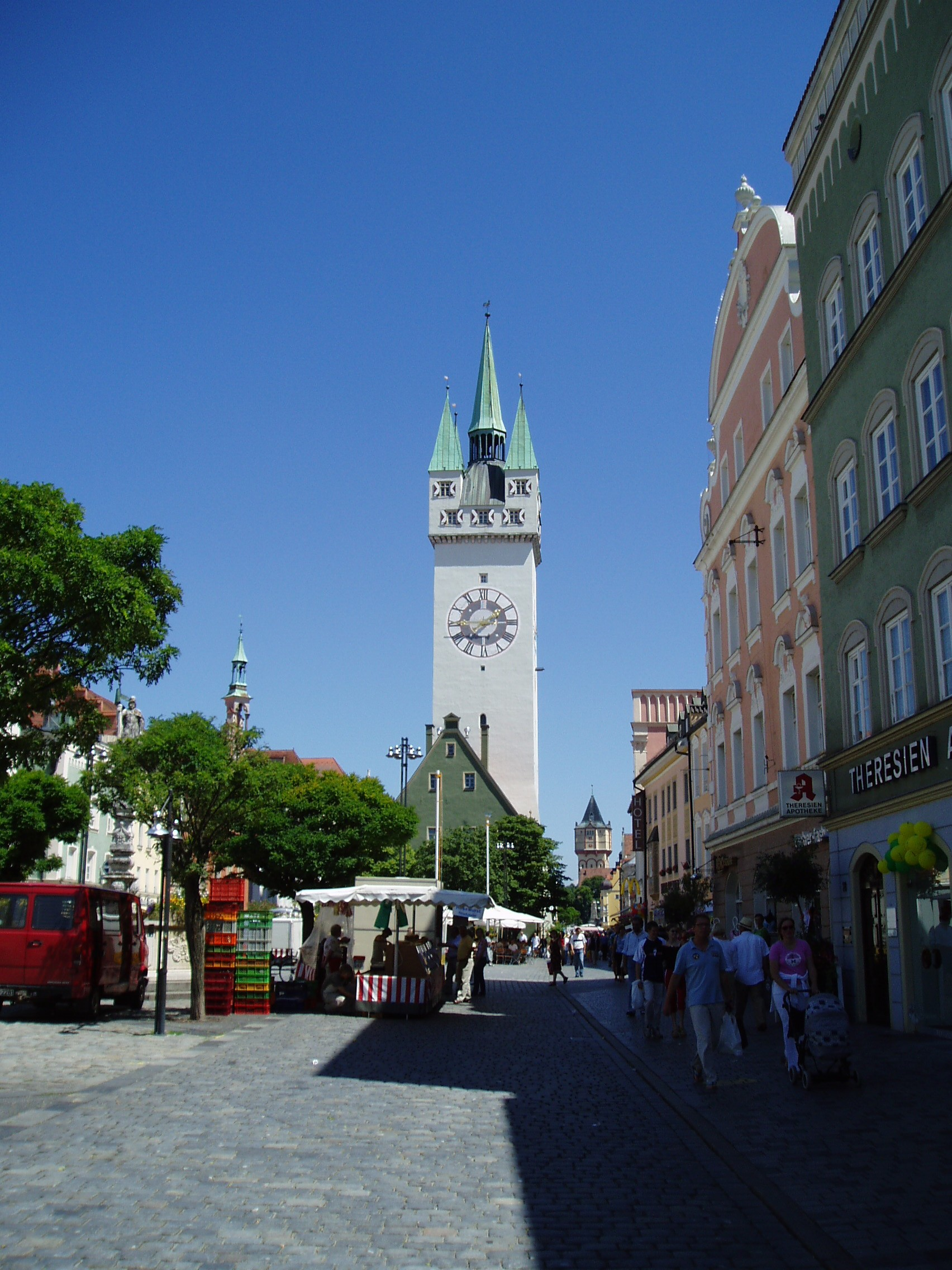
Straubing (Turnul oraşului)

1. ↑  Alle politisch selbständigen Gemeinden mit ausgewählten Merkmalen am 31.12.2018 (4. Quartal) (în germană), Statistisches Bundesamt[*], arhivat din original la 10 martie 2019, accesat în 10 martie 2019